# Hovophileurus punctatostriatus
Hovophileurus punctatostriatus är en skalbaggsart som beskrevs av Roger Paul Dechambre 1976. Hovophileurus punctatostriatus ingår i släktet Hovophileurus och familjen Dynastidae. Inga underarter finns listade i Catalogue of Life.